# Petits Meurtres
Petits meurtres (anglais : A Small Killing) est une bande dessinée écrite par Alan Moore et illustrée par Oscar Zárate publiée en 1991 au Royaume-Uni par VG Graphics. La traduction française est parue la même année chez Zenda. En 2005 Le Seuil l'a rééditée sous le nouveau titre Une petite mort.

## Prix et récompenses
- 1994 : Prix Eisner du meilleur album